# Гејс (Илиноис)
Гејс (енгл. Gays) град је у америчкој савезној држави Илиноис.

## Демографија
По попису из 2010. године број становника је 281, што је 22 (8,5%) становника више него 2000. године.
| Група             | 2000.       | 2010.       |
| Белци             | 255 (98,5%) | 276 (98,2%) |
| Афроамериканци    | 0 (0,0%)    | 0 (0,0%)    |
| Азијати           | 0 (0,0%)    | 0 (0,0%)    |
| Хиспаноамериканци | 0 (0,0%)    | 0 (0,0%)    |
| Укупно            | 259         | 281         |